# Reva Brooks
Reva Brooks (meisjesnaam Silverman) (Toronto, mei 1913 – San Miguel de Allende, 24 januari 2004) was een Canadese fotografe die veel van haar werkzaamheden deed in de omgeving van San Miguel de Allende in Mexico. De San Francisco Museum of Modern Art koos Reva Brooks als een van de top vijftig vrouwelijke fotografen in de geschiedenis.

## Leven
Brooks, geboren in Toronto, groeide op in het gezin van Moritz Silverman en Jenny Kleinberg, beide immigranten uit Polen. Het gezin telde in totaal zeven kinderen. In 1935 trouwde ze met kunstenaar Frank Leonard Brooks waarmee ze in 1947 vertrok naar San Miquel de Allende en maakte daar deel uit van een kolonie kunstenaars. In eerste instantie zouden ze er een jaar verblijven zodat Frank Brooks zich kon wijdden aan het schilderen, maar uiteindelijk zou het echtpaar meer dan vijftig jaar in Mexico blijven. Reva kreeg van haar man een Rollei camera met twee lenzen opdat zij de schilderijen van Frank kon vastleggen. Ze gebruikte de camera echter ook voor het fotograferen van de lokale bevolking en leerde zichzelf hoe ze het beste de camera en de donkere kamer kon gebruiken om zodoende de afdrukken te krijgen die ze zelf wilde. Vaak wachtte ze met geduld totdat het juiste moment zich voordeed om haar gewenste foto te nemen. Zo heeft ze twee jaar kunnen wachten tot het nemen van een bepaalde foto van een vrouw genaamd Julieta.
In 1952 verkocht Reva Brooks een van haar beroemdste foto's, een foto van een moeder die rouwt om haar dode kind, aan Edward Steichen, de curator van het Museum of Modern Art (MoMA) in New York. In 1955 werd een andere foto van Brooks door Steichen opgenomen in de wereldberoemde tentoonstelling The Family of Man.
Begin jaren zestig toen Reva en Leonard voor een tijdje in Parijs waren deed ze ook mee aan de groepsexpositie Grote Fotografen uit onze Tijd in de Salon International du Portrait Photograpique in de Bibliothèque nationale de France. Daar hing haar werk tussen werken van fotografen als Ansel Adams, Man Ray en Margaret Bourke-White.
Vanaf de jaren zeventig hebben er ook diverse solo-exposities van haar werk plaatsgevonden waaronder een aantal retrospectieve.

## Publicatie
- Reva Brooks, photographer. Friends of the Brooks, 1998